# These Things Move in Threes
These Things Move in Threes — дебютный студийный альбом британской инди-рок-группы Mumm-Ra, выпущен 28 мая 2007 года на лейбле Columbia Records. До релиза These Things Move in Threes Columbia Records выпустила синглы к трём песням из него. Также в альбом вошли трек «Song B» и перезаписанная версия «Light Up This Room» с мини-альбома Black Hurts Day and the Night Rolls On.
Несмотря на последующий временный распад группы Mumm-Ra, These Things Move in Threes получил от большинства музыкальных критиков положительные отзывы как качественная и оригинальная работа для своего дебютного статуса.

## История записи
| «                              | Мы заработали определённый характер с песнями на EP, но я всё ещё рассматриваю нас как поп-группу со своеобразными чертами. Мы хотим коммерческого успеха — нет смысла делать что-то, если не хочешь его. | » |
| — Джеймс Нью, вокалист Mumm-Ra | |   |

Когда группа Mumm-Ra, будучи уже выбравшейся из родного города Бексхилл-он-Си, захотела записать полноценный студийный альбом, ей нужно было принять определённые решения. Чтобы уделить должное внимание своей группе, парни даже отказались поступать в университет. У музыкантов было достаточно опыта, но они не имели какого-либо определённого стиля в своём звучании, поскольку к группе, помимо её постоянных участников, присоединялось и уходило ещё множество других людей. Их ранняя версия сингла «What Would Steve Do?», к примеру, заключалась в популяризованной гитарной игре, в то время как мини-альбом Black Hurts Day and the Night Rolls On был смесью акустики и экспериментального рока. И это — лишь единичные примеры: около сотни разных песен, написанных группой с момента её образования, было отброшено во время рассмотрения концепции будущего альбома. Всё это привело к тому, что большая часть музыки на альбоме These Things Move in Threes — написанный с нуля материал, ради которого Mumm-Ra на целый год приостановила свои концертные выступления.
Когда были готовы демозаписи материала для альбома, Mumm-Ra разослала их большому количеству независимых лейблов в целях заключения контракта на его издание. Молодая группа не рассчитывала на столь скорое сотрудничество с каким-либо мейджор-лейблом, работающим с исполнителями в массовой культуре, но всё же для музыкантов был важен и коммерческий успех их альбома. Поиски лейбла обернулись для Mumm-Ra неожиданной удачей. Демозаписи группы были замечены Майком Пикерингом, бывшим сотрудником издательств Factory Records и Deltasonic, на тот момент занимающимся поиском и продвижением новых групп для Columbia Records — старейшего в мире музыкального лейбла. Columbia высоко оценила амбиции Mumm-Ra и спустя шесть месяцев подписала с группой контракт на запись их дебютного альбома, при этом полностью предоставив работу группе, не вмешиваясь каким-либо образом в её творчество (что обычно происходит в сотрудничестве с крупными лейблами). «Они позволили нам записывать то, что мы хотим записать, и никто не пытался изменить нашу музыку. Мы знаем, что такое легко допустить в данной индустрии, но мы очень упёртые» (Джеймс Нью, вокалист Mumm-Ra).

## Звучание и тематика песен
Основную долю альбома These Things Move in Threes составляют энергичные, мажорные композиции, в музыке которых основная роль отведена громкой и мелодичной игре электрогитар; обычно сменяющих более спокойное вступление. Ведущий вокалист Mumm-Ra Джеймс Нью поёт теноровым голосом, часто сопровождающимся несколькими бэк-вокалами (преимущественно, в припевах). «Голос Джеймса Нью звучит в рамках стандартов инди-рока, но при этом он никого не копирует, индивидуальные особенности вполне различимы. Зачастую он поёт довольно высоко, спокойно и без надрыва, что тоже добавляет в песни особое настроение и специфическую атмосферу» (MuzObzor). Тексты песен несут в себе разную тематику, охватывающую такие темы, как любовь, романтика, свобода и развлечения.

## Отзывы и критика
| Оценки критиков    | Оценки критиков |
| Источник           | Оценка          |
| ------------------ | --------------- |
| Allmusic           | ссылка          |
| Drowned in Sound   | ссылка          |
| IndieLondon        | ссылка          |
| Glasswerk Magazine | ссылка          |
| Leeds Music Scene  | ссылка          |
| musicOMH           | ссылка          |
| MuzObzor           | ссылка          |
| NME                | ссылка          |

На момент выхода These Things Move in Threes Mumm-Ra была относительно молодой группой, не так давно выбравшейся на мировую сцену, поэтому положительные мнения музыкальных критиков об альбоме оказались для неё успехом. «Очень редко можно получить такую молодую и, в то же время, такую опытную группу, которая выпускает настолько инновационные и просто чертовски хорошие сокровища» (Drowned in Sound). Mumm-Ra была достаточно хорошо встречена разными музыкальными обзорами за качественное студийное исполнение своих песен. Критики заметили, что у многих исполнителей дебютная работа, насколько бы она не преуспела в творческом плане, далека от идеала в звучании (например, в игре инструментов), в то время как These Things Move in Threes был признан редким исключением из этого.
В то время как большинство молодых групп в один присест делают зарисовки рифов новой волны, звучащих так, будто их записывали в туалете пивбара после десяти пинт, Mumm-Ra с серьёзностью озабочена созданием эпически-популярной звуковой гаммы. Используемый в «The Sick Deal» оркестр звучит ну прямо-таки как завершённый саундтрек к последнему голливудском блокбастеру, и вообще все песни здесь звучат как заточенные и обработанные с предельной заботой. Это свежий подход, и он вполне себя оправдывает.Из рецензии сайта musicOMH
Критики не приминули заметить, что в These Things Move in Threes Mumm-Ra всё ещё продолжала поиски собственного музыкального направления, экспериментируя с разным звучанием в своих песнях. По мнению многих, это сказалось на том, что альбом получился бессвязным и кое-чем неудавшимся, но он, в то же время, придерживается основной черты инди-рока — оригинальности, андеграунда и стремления быть не похожим на исполнителей мейнстрима. «Учитывая то, что это дебют, достоинства перевешивают недостатки» (Drowned in Sound).
Некоторым композициям альбома критики оказали отдельное внимание. Наибольшую популярность вызвала песня «She’s Got You High»; веб-ресурс Glasswerk назвал её песней лета 2007. Музыкальные обзоры замечали сходство вокального исполнения в ней с группой Beach Boys. Песня увеличила число слушателей, появившись в саундтреке к фильму «500 дней лета». Первый трек «Now or Never» был отмечен как подходящий для своей «открывающей» позиции и настраивающий слушателя на звучание всего альбома. Интерес у критиков вызвала быстрая и агрессивная песня «Song B», которая несколько выбивается из общего звучания альбома, но при этом «демонстрирует, на сколько хорош каждый аспект группы». IndieLondon назвал её главным прорывом Mumm-Ra в плане инди-рока, какому может уступить такая группа, как Arctic Monkeys. Похожие отклики вызвала песня «The Sick Deal», по мнению музыкальных обзоров сочетающая в себе множество положительных черт группы Mumm-Ra. О медленной рок-балладе «Light Up This Room» у критиков сложилось два разных мнения: с одной стороны, песню называют мягким и красивым хитом Mumm-Ra, но по мнению других её отличающееся медленное звучание совершенно не подходит к голосу вокалиста Джеймса Нью. Другая же медленная композиция — завершающий семиминутный трек «Down Down Down» — тоже была охарактеризована большим отклонением от альбома, но при этом не получила отрицательных оценок, а вызвала подобный «Song B» и «The Sick Deal» интерес. Glasswerk назвал её «эпическим завершением альбома».

## Список композиций
| №   | Название                      | Длительность |
| --- | ----------------------------- | ------------ |
| 1.  | «Now or Never»                | 3:53         |
| 2.  | «Out of the Question»         | 4:32         |
| 3.  | «These Things Move in Threes» | 3:30         |
| 4.  | «She’s Got You High»          | 3:25         |
| 5.  | «Song B»                      | 4:08         |
| 6.  | «The Sick Deal»               | 3:36         |
| 7.  | «Light Up This Room»          | 3:54         |
| 8.  | «Starlight»                   | 3:28         |
| 9.  | «This is Easy»                | 3:39         |
| 10. | «What Would Steve Do?»        | 2:48         |
| 11. | «Down Down Down»              | 7:21         |

## Участники записи
| Исполнители                        |                                    |
| Mumm-Ra                            |                                    |
| Джеймс «Тейт» Аргуил               | гитара                             |
| Ниалл Баклер                       | бас-гитара, бэк-вокал              |
| Джеймс «Ну» Нью                    | ведущий вокал, клавишные           |
| Оли Фрост                          | гитара, бэк-вокал                  |
| Гарет «Рок» Дженнингс              | барабаны                           |
| Дополнительно                      |                                    |
| Лондонский филармонический оркестр | струнные инструменты               |
| Уилл Мэлон                         | струнные инструменты (аранжировки) |
| Тексты песен                       |                                    |
| Mumm-Ra                            |                                    |

| Производство              |                                                                                          |
| Арт-директор, иллюстрации | Джеймс Тейлор Мл.                                                                        |
| Дизайн                    | Энди Хейз                                                                                |
| Звукорежиссёры            | Клив Годдард (треки 1-3, 5-11) Финн Эйлз, Том Причард (трек 4) Ричард Ланкастер (трек 6) |
| Мастеринг                 | Джордж Марино                                                                            |
| Микширование              | Марк Уильямс (треки 1, 3, 5, 6, 9-11) Рич Кости (треки 2, 7, 8) Цензо Тоуншенд (трек 4)  |
| Продюсеры                 | Мартин Гловер (треки 1-3, 5-11) Mumm-Ra, Олли Ходж (трек 4)                              |
| Фотографии                | Эллис Париндер                                                                           |